# Ренди Квејд
Ренди Квејд (Хјустон, 1. октобар 1950) амерички је филмски глумац и продуцент. Он је био номинован за награду Златни глобус, БАФТА награду и Оскара за улогу у филму The Last Detail. Квејд је добио и Златни глобус за најбољу главну мушку улогу у мини-серији или ТВ филму и био номинован за награду Еми за улогу америчког председника Линдона Џонсона у ЛБЈ: ране године. Квејд је познат по својим улогама у филмовима Последња биоскопска представа, Двобој на Мисурију, Јахачи на дуге стазе, Одмор у Лас Вегасу, Дани грома, Планина Броукбек, Дан независности и Кингпин. Ренди Квејд је старији брат америчког глумца Дениса Квејда. Ренди Квејд је 7. октобра 2003. године добио своју звезду на Холивудској стази славних.

## Награде
- Награда Златни глобус 1988[5]
- Холивудска стаза славних 2003
- Награда Сателит 2005

## Номинације
- Оскар 1974
- БАФТА за најбољег глумца у споредној улози 1975
- Еми 1984, 1987, 2005[3]